# Cobitis longitaeniatus
Cobitis longitaeniatus és una espècie de peix de la família dels cobítids i de l'ordre dels cipriniformes.